# Samuil Ioneț
Samuil Ioneț (n. 13 august 1878, Ostrița, Ducatul Bucovinei, Austro-Ungaria – d. 24 septembrie 1965, Rădăuți, Suceava, România) a fost un învățător rural, revizor școlar și director școlar bucovinean.

## Biografie

### Studii
A fost absolvent al Școlii Normale din Cernăuți (1899), a urmat cursuri de perfecționare la Viena.

### Activitate
A fost învățător în școli rurale, apoi la Școala primară de băieți din Rădăuți. A pus bazele Școlii de Agricultură din Dorna Candreni și a Școlii din Șaru Dornei.
Împreună cu soția sa, Eugenia a înființat Muzeul Etnografic din Rădăuți, ambii soți fiind decorați „proprio motu” de Carol al II-lea pe 13 octombrie 1935.
A fost membru în Comitetul de conducere  al Asociației Corpului Didactic Român din Bucovina.

### Publicații
- Voievozii noștrii
- Geografia județului Rădăuți (1936)